# Glareadessus
Glareadessus là một chi bọ cánh cứng trong họ Dytiscidae.
Chi này được Wewalka & Biström miêu tả khoa học năm 1998.

## Các loài
Các loài trong chi này gồm:
- Glareadessus franzi Wewalka & Biström, 1998
- Glareadessus stocki Wewalka & Biström, 1998